# Liste von Literaten-Denkmälern

## Dante Alighieri
- Dante-Denkmal, Bozen
- Dante-Denkmal, Dresden
- Dante-Denkmal, Florenz
- Dante-Denkmal, Krefeld
- Dante-Denkmal, Montefegtesi (Bagni di Lucca)
- Dante-Denkmal, Mantua
- Dante-Denkmal, Montreal
- Dante-Denkmal, Neapel
- Dante-Grabmal, Ravenna
- Dante-Denkmal, Sao Paulo
- Dante-Denkmal, Sevilla
- Dante-Denkmal, Trient
- Dante-Denkmal, Verona

## Hans Christian Andersen
- Andersen-Denkmal, Kopenhagen
- Andersen-Denkmal, Central Park, New York

## Ernst Moritz Arndt
- Ernst-Moritz-Arndt-Turm, Bergen, auf „des Rugards trotzigem Hügel“, von Architekt Hermann Eggert und Bildhauer Melchior zur Strassen (1877)
- Ernst-Moritz-Arndt-Denkmal in Berlin-Westend, um 1905 wegen Baufälligkeit abgetragen, sollte einen neuen Standort in Berlin erhalten[1]
- Ernst-Moritz-Arndt-Denkmal, Bonn, Am Alten Zoll, von Bildhauer Bernhard Afinger (1865)
- Ernst-Moritz-Arndt-Sitzbild, Greifswald, am Rubenow-Denkmal, von Bildhauer Bernhard Afinger (1856)
- Ernst-Moritz-Arndt-Standbild, Köln, als Sockelfigur am Denkmal für König Friedrich Wilhelm III, auf dem Heumarkt
- Ernst-Moritz-Arndt-Denkmal, Stettin, Quistorppark an der Kaiser-Wilhelm-Straße, von Bildhauer Bernhard Afinger (nicht erhalten)

## Berthold Auerbach
- Auerbach-Denkmal, Kurpark, Stuttgart-Bad Cannstatt

## Bernger von Horheim
- Bernger von Horheim-Denkmal, Vaihingen an der Enz-Horrheim

## Gottfried August Bürger
- Bürger-Denkmal, Göttingen

## Miguel de Cervantes
- Cervantes-Denkmal, Madrid

## Rubén Darío
- Darío-Denkmal, Palma de Mallorca

## Annette von Droste-Hülshoff
- Droste-Hülshoff-Denkmal, Burg Hülshoff
- Droste-Hülshoff-Denkmal, Meersburg

## Johann Peter Eckermann
- Eckermann-Denkmal, Winsen an der Luhe

## Joseph von Eichendorff
- Joseph-von-Eichendorff-Denkmal (Breslau) im Scheitniger Park, von Bildhauer Alexander Kraumann (1911)
- Eichendorff-Denkmal (Dębowiec) (1911)
- Eichendorff-Denkmal, Heidelberg
- Eichendorff-Denkmal, Lubowitz
- Eichendorff-Denkmal, Neiße, auf dem Eichendorff-Platz an der Breite Straße vor seinem Sterbehaus, von Bildhauer Ernst Seger (1888)
- Eichendorff-Denkmal (Racibórz), im Eichendorff-Park, von Bildhauer Johannes Boese (1909)
- Gedenkstein Eichendorff-Denkmal (Racibórz-Brzezie)
- Eichendorff-Denkmal, Sedlnitz

## Max Eyth
- Max Eyth-Denkmal, Ulm

## Theodor Fontane
- Fontane-Denkmal, Neuruppin, auf dem Fontaneplatz, von Bildhauer Max Wiese (1907)
- Fontane-Denkmal, Berlin-Tiergarten, nahe der Thomas-Dehler-Straße, von Bildhauer Max Klein (1908)

## Ferdinand Freiligrath
- Freiligrath-Denkmal, Rolandswerth

## Johann Wolfgang von Goethe
Siehe Liste der Goethedenkmäler

## Nikolai Gogol
- Gogol-Denkmal, Welyki Sorotschynzi, von Ilja Ginzburg, 1911

## Brüder Grimm
- Brüder-Grimm-Nationaldenkmal, Hanau

## Anastasius Grün
- Anastasius Grün-Denkmal, Graz
- Anastasius Grün-Stele, Wien, Schillerpark, von Karl Schwerzek, 1891

## Wilhelm Hauff
- Hauff-Denkmal, Lichtenstein-Honau
- Hauff-Denkmal, Hasenbergsteige, Stuttgart, Architekt: Christian Friedrich von Leins, Bildhauer: Wilhelm Rösch (1882)

## Gerhart Hauptmann
- Gerhart-Hauptmann-Gedenkstein, Radebeul

## Johann Peter Hebel
- Hebel-Denkmal, Basel
- Hebel-Denkmal, Karlsruhe
- Hebel-Denkmal, Lörrach
- Hebel-Denkmal, Schwetzingen

## Heinrich Heine
- Heinrich-Heine-Denkmal, Berlin
- Heinrich-Heine-Denkmal, Bonn, Am Alten Zoll, von Ulrich Rückriem (1982)
- Heine-Monument, Düsseldorf, Schwanenmarkt, von Bert Gerresheim (1978–1981)
- Heinrich-Heine-Denkmal, New York

## Wilhelm Heinse
- Wilhelm-Heinse-Denkmal, Langewiesen

## Johann Gottfried Herder
- Herder-Denkmal, Bückeburg
- Herder-Denkmal, Mohrungen
- Herder-Denkmal, Riga
- Herder-Denkmal, Weimar

## Georg Herwegh
- Herwegh-Denkmal, Liestal (Baselland, Schweiz), am Aufgang zum Bahnhof, 1904

## Hermann Hesse
- Hesse-Denkmal, Calw
- Hesse-Denkmal, Gaienhofen

## Friedrich Hölderlin
- Hölderlin-Denkmal, Lauffen am Neckar
- Hölderlin-Denkmal, Tübingen

## Hugo von Montfort
- Hugo von Montfort-Denkmal, Bregenz

## Johann Heinrich Jung-Stilling
- Jung-Stilling-Denkmal, Hilchenbach

## Justinus Kerner
- Kerner-Denkmal, Weinsberg

## Gottfried Kinkel
- Gottfried-Kinkel-Denkmal, Oberkassel, von Gustav Rutz (1905/06)

## Heinrich von Kleist
- Kleist-Denkmal, Frankfurt an der Oder

## Hermann Kurz
- Hermann-Kurz-Denkmal, Esslingen am Neckar

## Nikolaus Lenau
- Lenau-Denkmal, Esslingen am Neckar, von Emil Kiemlen
- Lenau-Stele, Wien, Schillerpark, von Karl Schwerzek (1891)

## Gotthold Ephraim Lessing
Siehe Lessing-Denkmal

## Adam Mickiewicz
- Adam-Mickiewicz-Denkmal, Krakau
- Adam-Mickiewicz-Denkmal, Lwiw
- Adam-Mickiewicz-Denkmal, Warschau
- Adam-Mickiewicz-Büste, Weimar

## Theodor Mommsen
- Mommsen-Denkmal, Berlin
- Mommsen-Denkmal, Garding
- Mommsen-Denkmal, Kastell Saalburg

## Eduard Mörike
- Mörike-Denkmal, Lorch
- Mörike-Denkmal, Silberburganlage, Stuttgart, von Wilhelm Rösch (1880)

## Justus Möser
- Möser-Denkmal, Osnabrück, von Friedrich Drake, am 12. September 1836 auf dem Domplatz enthüllt

## Wilhelm Müller
- Wilhelm-Müller-Denkmal, Dessau

## Karl Gottfried Nadler
- Nadler-Denkmal, Heidelberg

## Otto von Botenlauben
- Minnesänger-Brunnen, Bad Kissingen

## Jean Paul
- Jean-Paul-Denkmal, Bayreuth
- Jean-Paul-Denkmal, Wunsiedel

## Eduard Paulus
- Eduard-Paulus-Denkmal, Burgruine Hohen Neuffen

## Karl Pfaff
- Karl-Pfaff-Denkmal, Esslingen am Neckar, von Ernst Rau

## François Rabelais
- Rabelais-Denkmal, Meudon

## Leopold von Ranke
- Ranke-Denkmal, Wiehe im Unstruttal

## Fritz Reuter
- Fritz-Reuter-Denkmal, Neubrandenburg
- Fritz-Reuter-Denkmal, Rostock
- Fritz-Reuter-Denkmal, Stavenhagen

## Roswitha von Gandersheim
- Roswitha-Brunnen, Bad Gandersheim

## Friedrich Rückert
- Rückert-Denkmal, Coburg-Neuses
- Rückert-Denkmal, Schweinfurt

## Hans Sachs
- Hans-Sachs-Denkmal, Nürnberg
- Hans Sachs-Figur, Stuttgart

## Josef Victor von Scheffel
- Scheffel-Denkmal, Heidelberg
- Scheffel-Denkmal, Karlsruhe
- Scheffel-Denkmal, Radolfzell-Mettnau

## Friedrich Schiller
- Siehe Liste der Schillerdenkmäler

## Christian Friedrich Daniel Schubart
- Schubart-Denkmal, Aalen
- Schubart-Denkmal, Obersontheim

## Heinrich Seuse
- Suso-Denkmal, Überlingen

## William Shakespeare
- Shakespeare-Denkmal, Stratford upon Avon
- Shakespeare-Denkmal, Weimar

## Adalbert Stifter
- Adalbert-Stifter-Denkmal, Friedberg (Frymburk)
- Adalbert-Stifter-Denkmal, Horní Planá (Oberplan)
- Adalbert-Stifter-Denkmal, Linz
- Adalbert-Stifter-Denkmal, München
- Adalbert-Stifter-Denkmal, Nová Pec (Plöckenstein)
- Adalbert-Stifter-Denkmal, Wien-Penzing
- Adalbert-Stifter-Denkmal, Wien-Währing

## Theodor Storm
- Storm-Denkmal, Hanerau-Hademarschen
- Storm-Denkmal, Heilbad Heiligenstadt (Eichsfeld)

## David Friedrich Strauß
- Strauß-Denkmal, Ludwigsburg

## Moritz August von Thümmel
- Thümmel-Obelisk, Coburg

## Ludwig Uhland
- Uhland-Denkmal, Stuttgart
- Uhland-Denkmal, Tübingen

## Johann Peter Uz
- Johann-Peter-Uz-Denkmal, Ansbach

## Johann Heinrich Voss
- Voss-Denkmal, Eutin
- Voss-Denkmal, Otterndorf

## Walther von der Vogelweide
- Walther-Denkmal, Bozen

## Josef Weinheber
- Josef-Weinheber-Büste, Wien, Schillerpark, von Josef Bock (1940)

## Franz Werfel
- Franz-Werfel-Denkmal des armenischen Volkes, Wien, Schillerpark, von Ohan Petrosjan (2000)

## Christoph Martin Wieland
- Wieland-Denkmal, Biberach an der Riß
- Wieland-Denkmal, Weimar

## Ottilie Wildermuth
- Wildermuth-Denkmal, Tübingen, von Wilhelm Rösch (1887)

## Wolfram von Eschenbach
- Wolfram-Denkmal, Wolframs-Eschenbach

## Stefan Zweig
- Stefan-Zweig-Denkmal, Rio de Janeiro

## Bildergalerie
– Alphabetisch geordnet nach dem Nachnamen des Literaten –

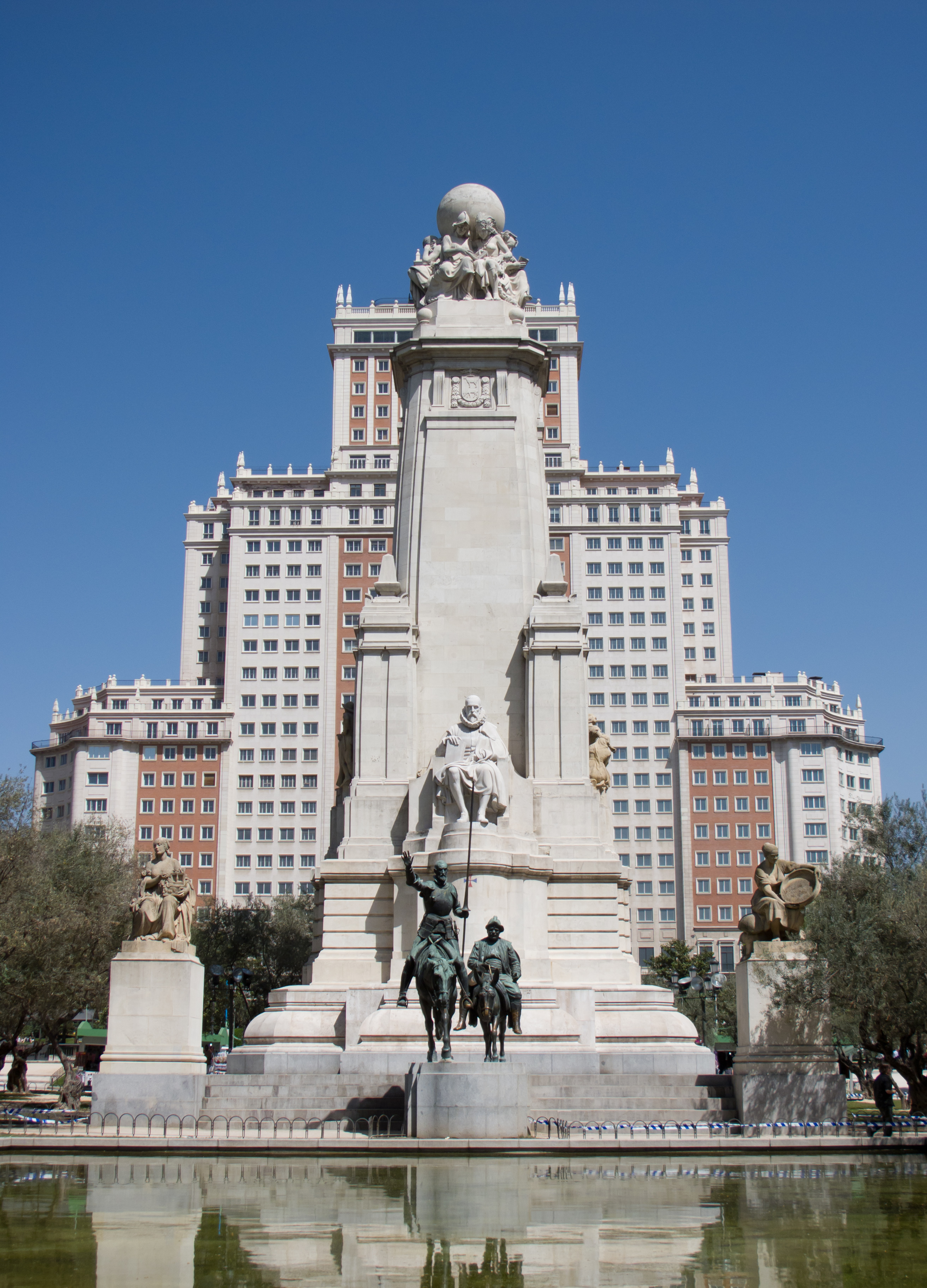
Cervantes-Denkmal in Madrid
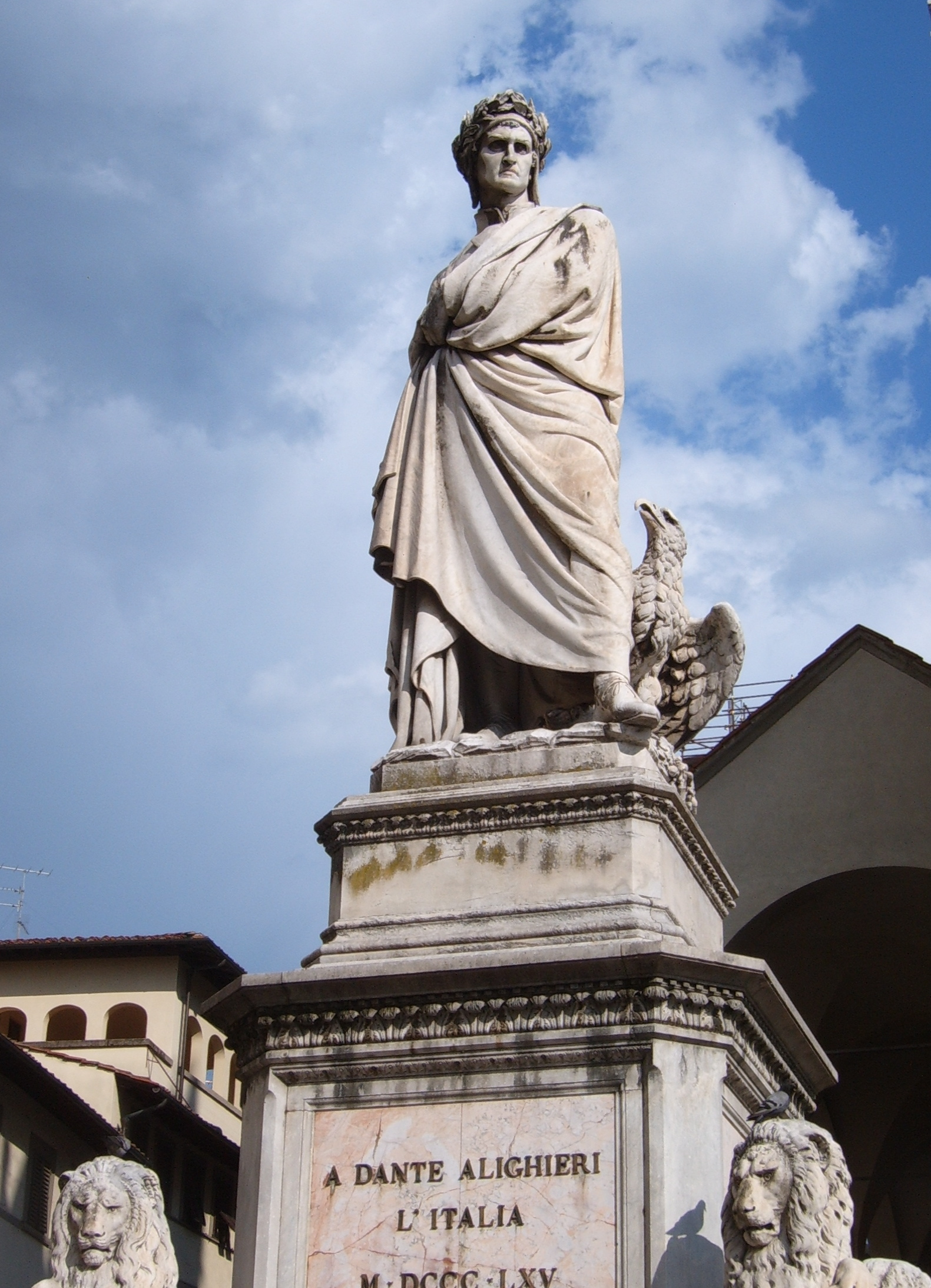
Dante-Denkmal in Florenz
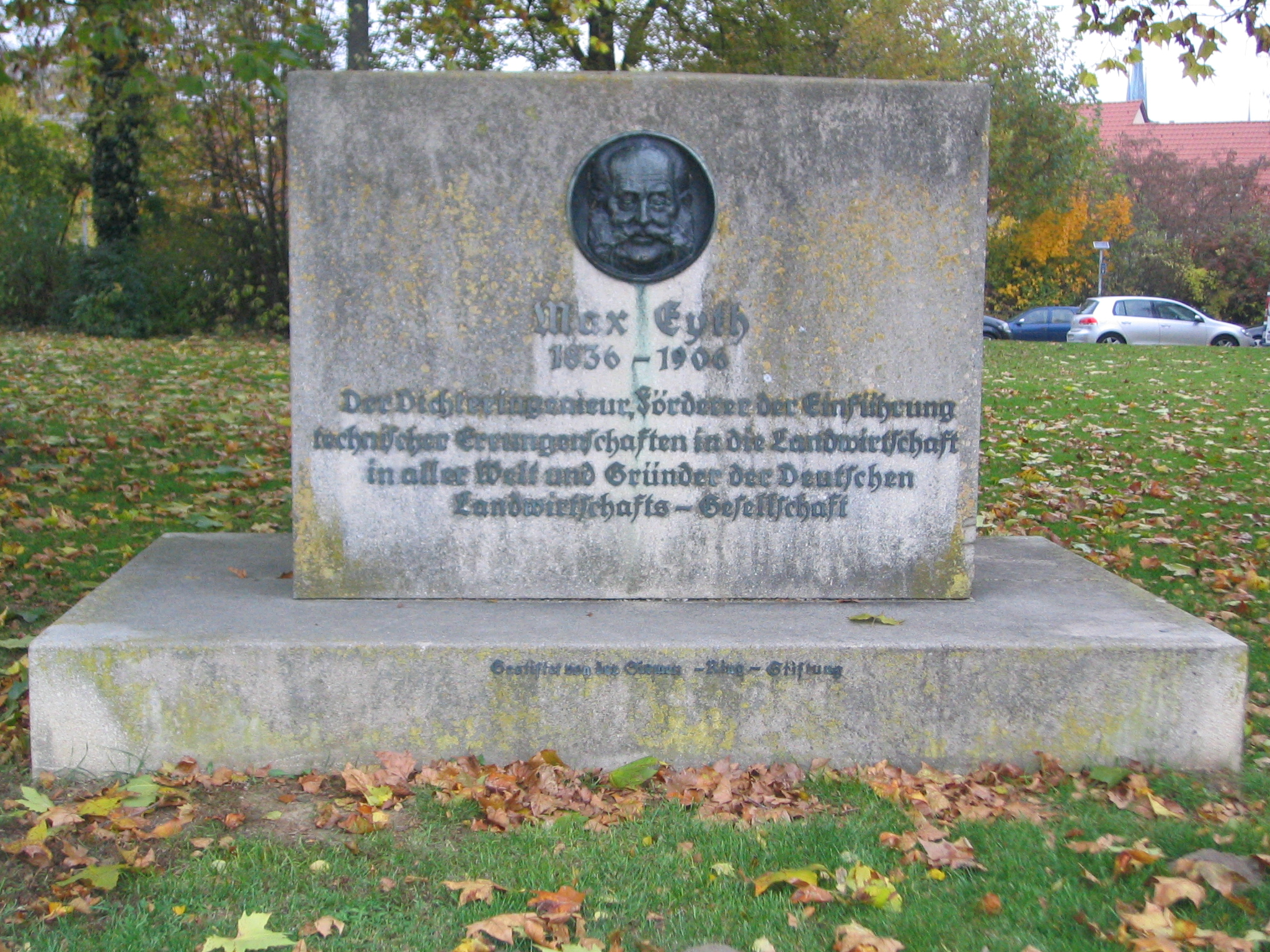
Max Eyth-Denkmal in Ulm
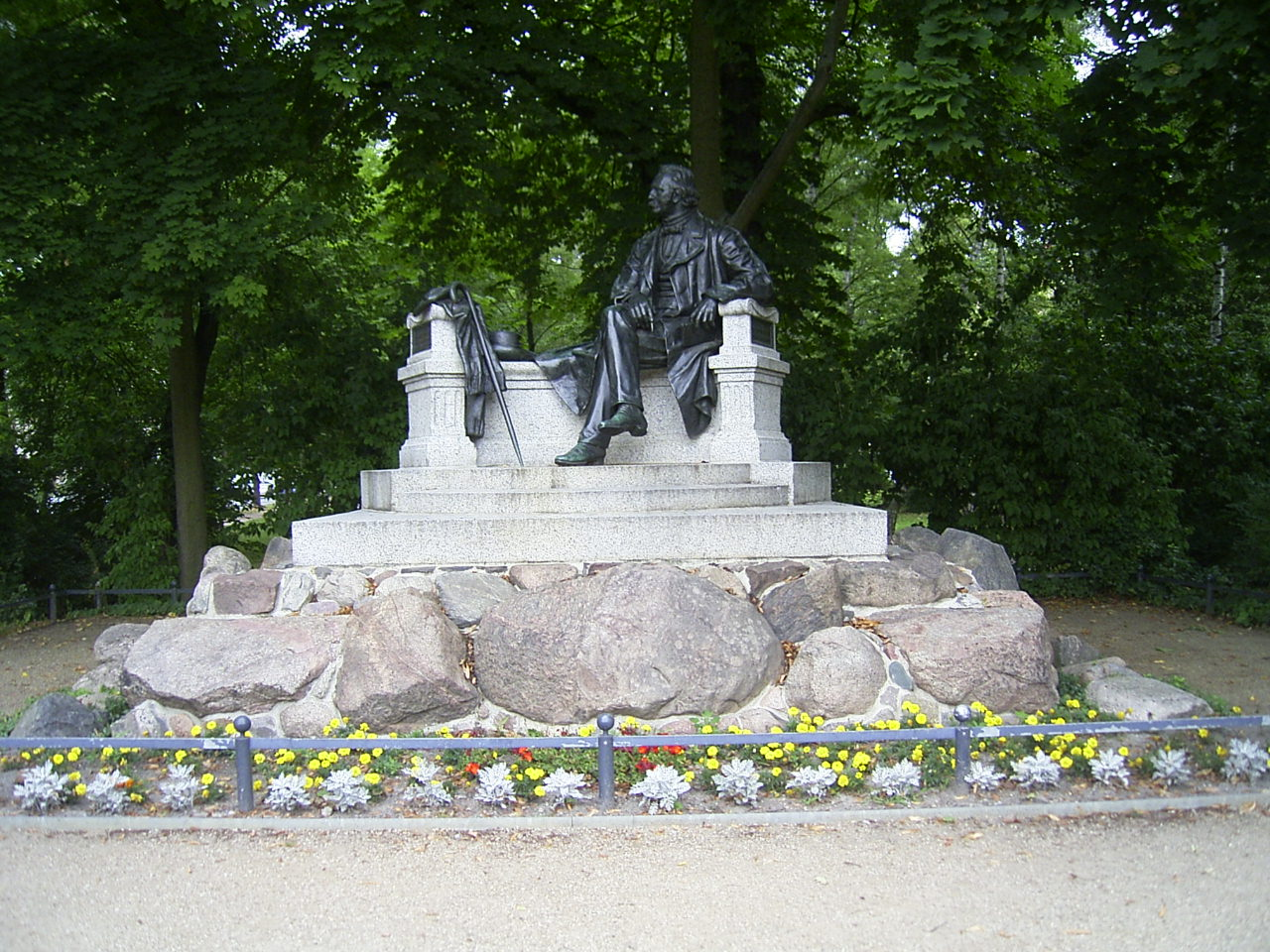
Fontane-Denkmal in Neuruppin
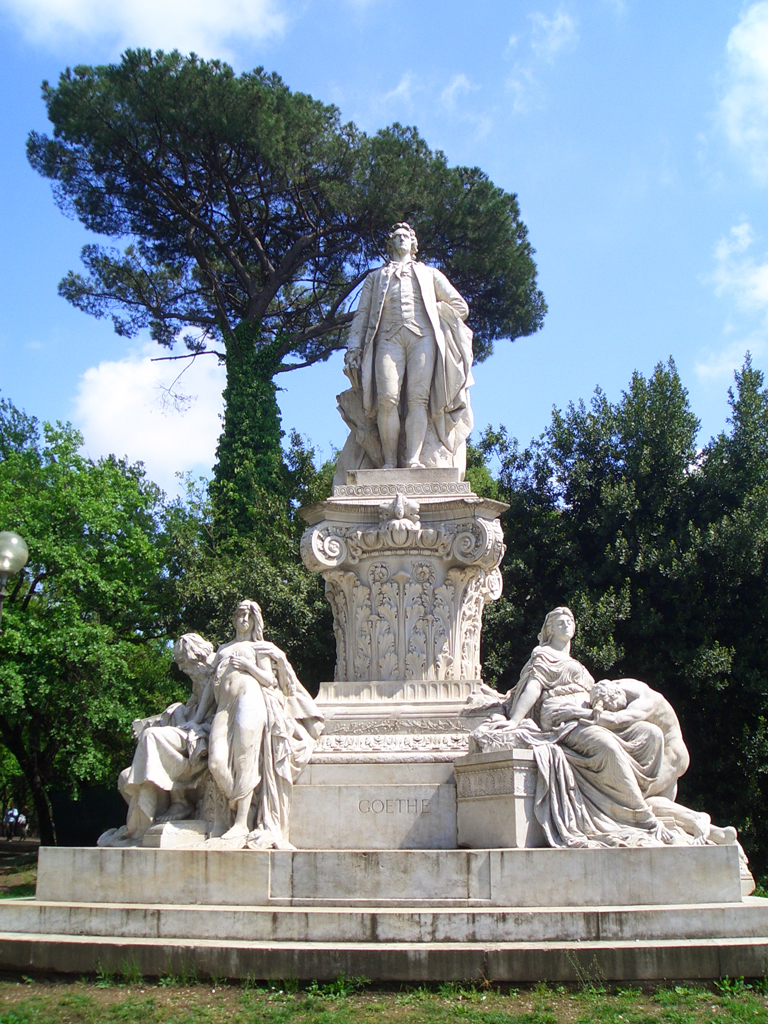
Goethe-Denkmal in Rom
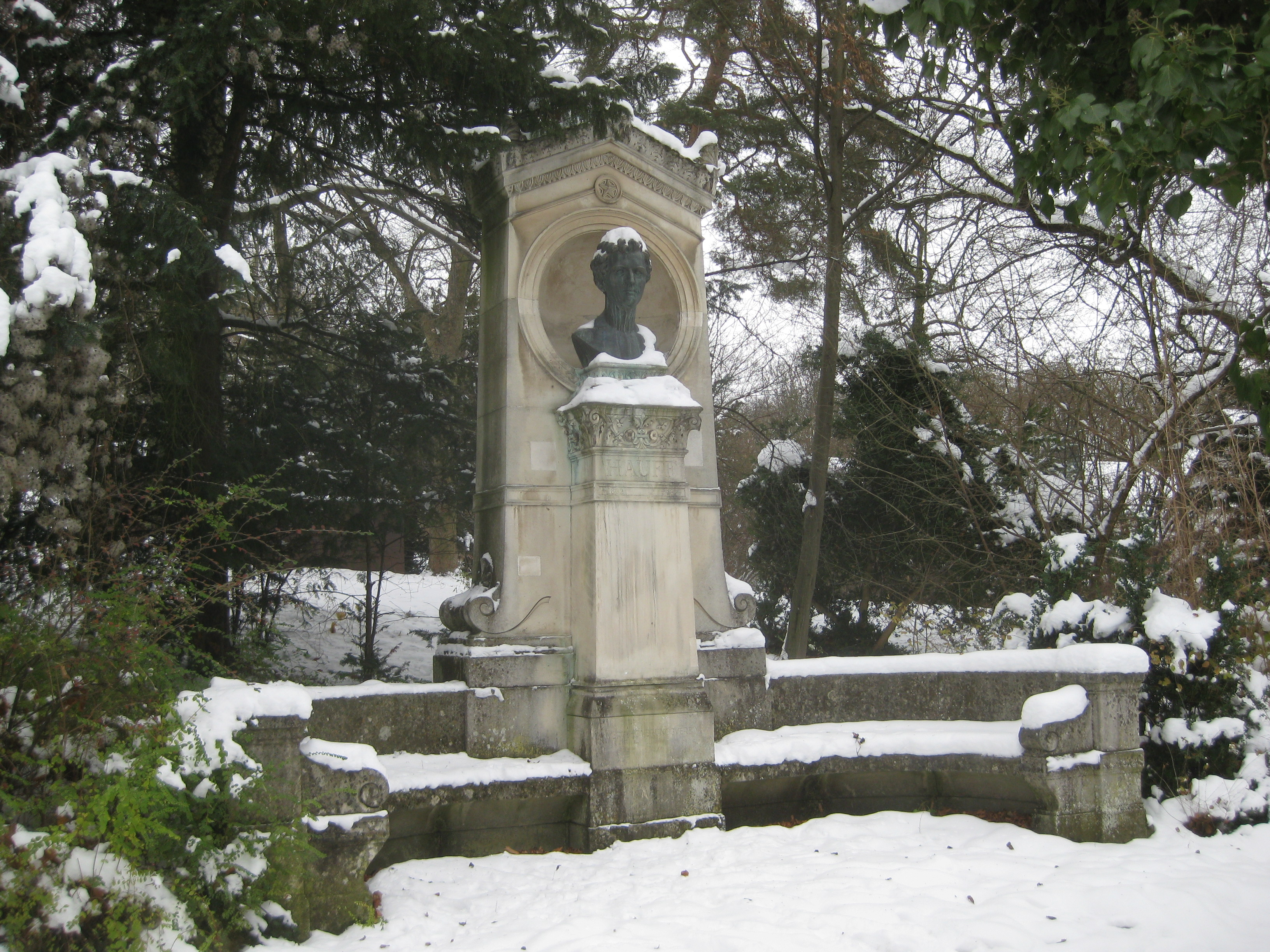
Hauff-Denkmal in Stuttgart
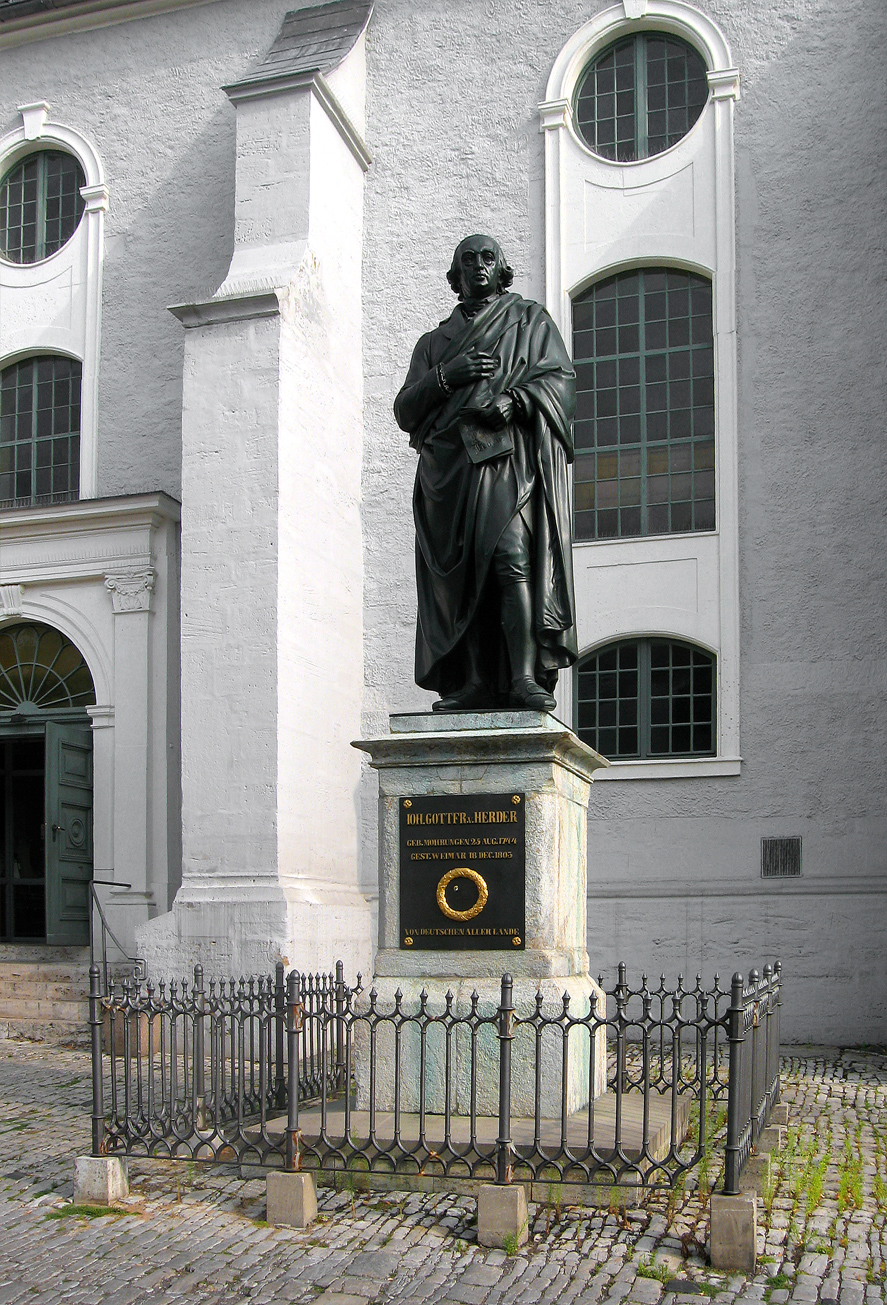
Herder-Denkmal in Weimar
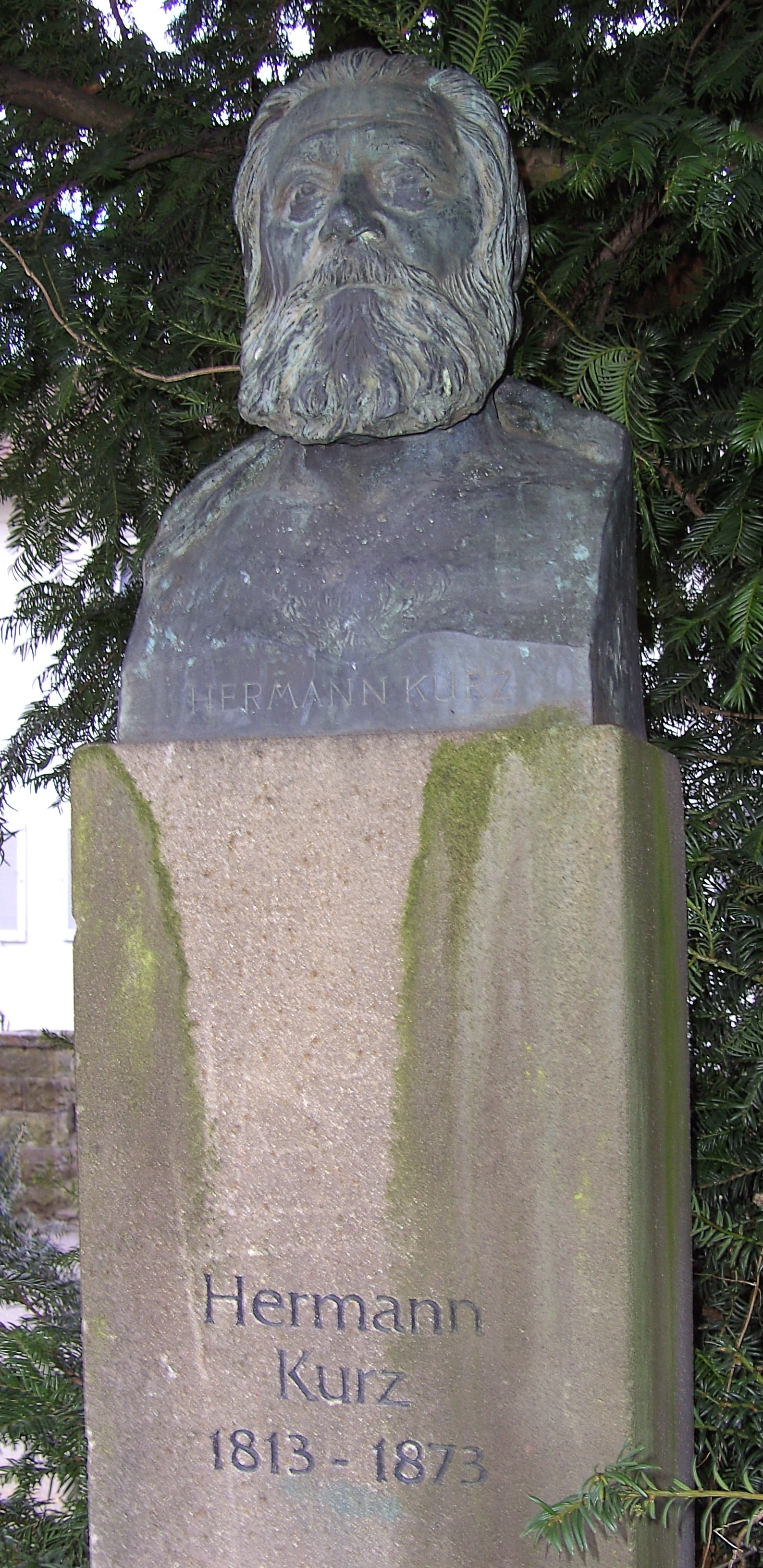
Hermann-Kurz-Denkmal in Esslingen am Neckar
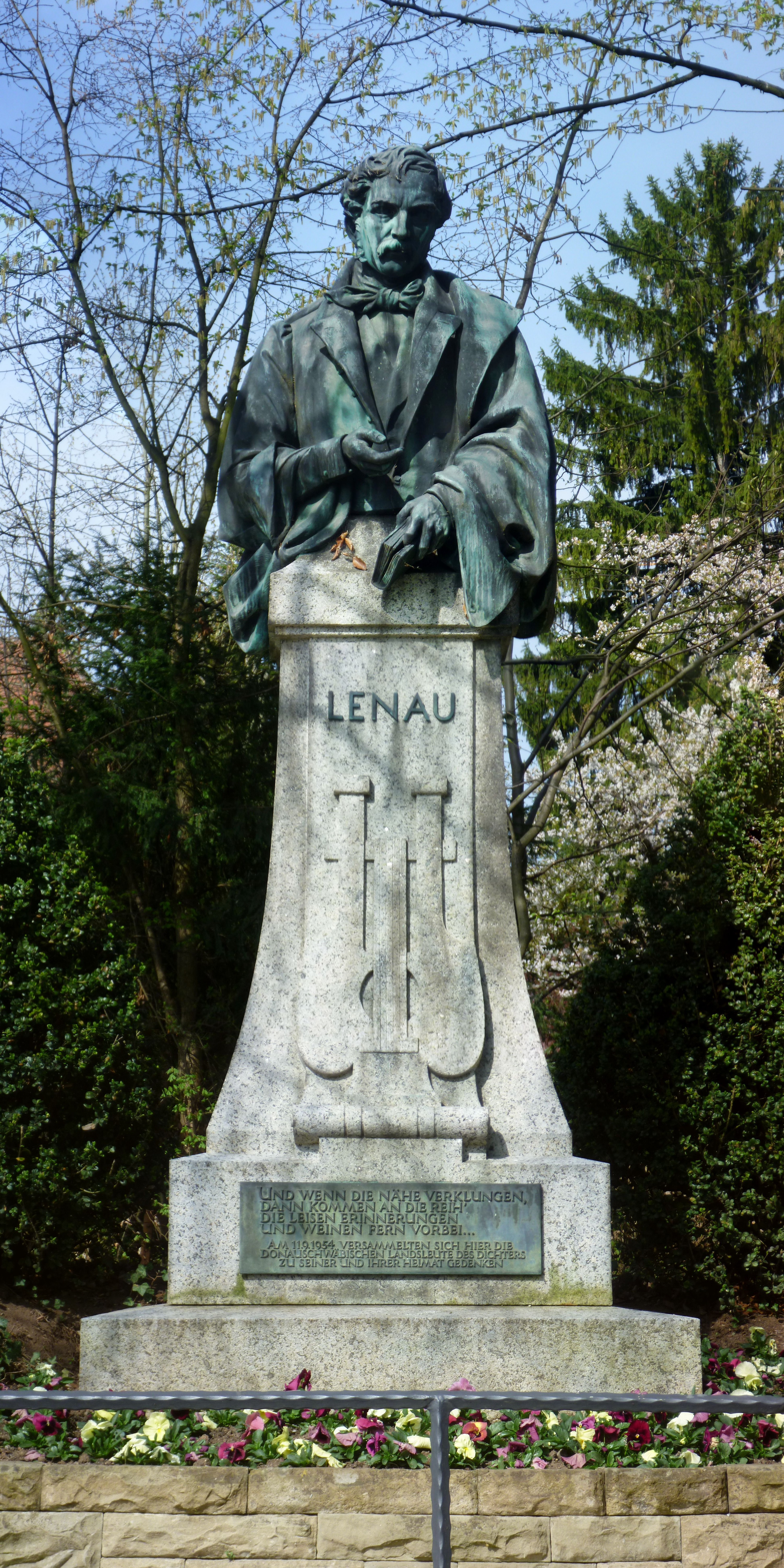
Lenau-Denkmal in Esslingen am Neckar
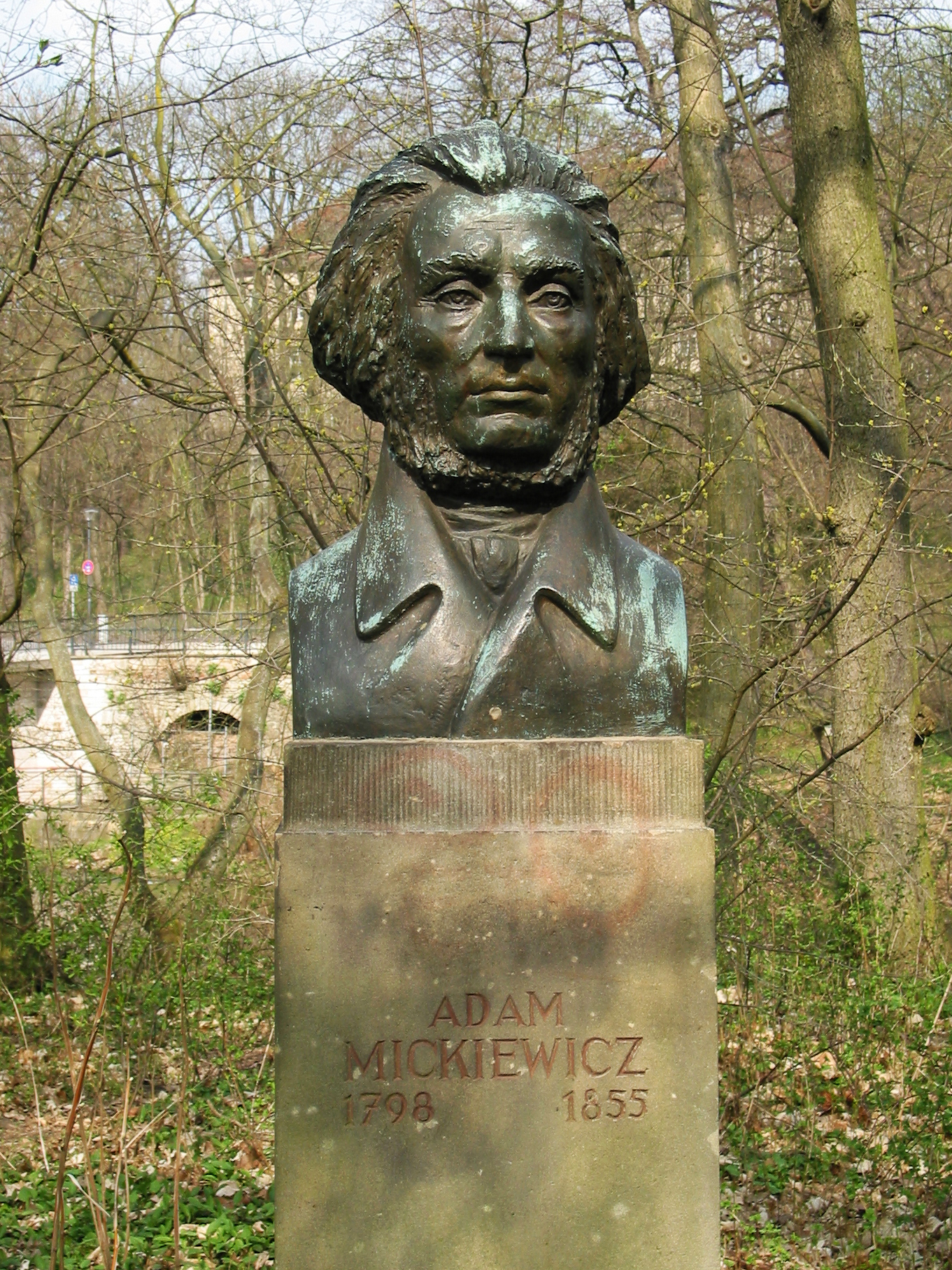
Mickiewicz-Büste in Weimar
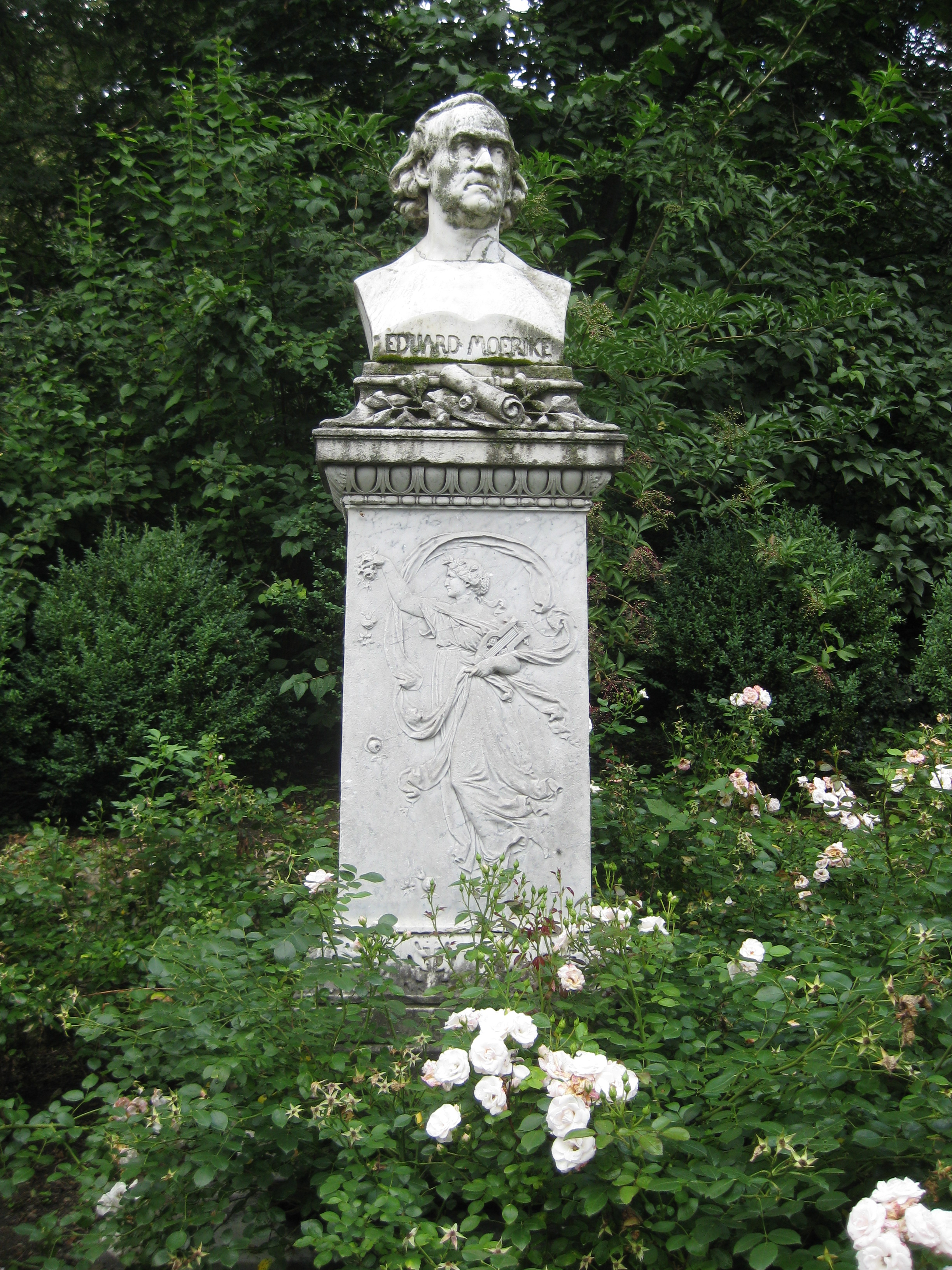
Mörike-Denkmal in Stuttgart
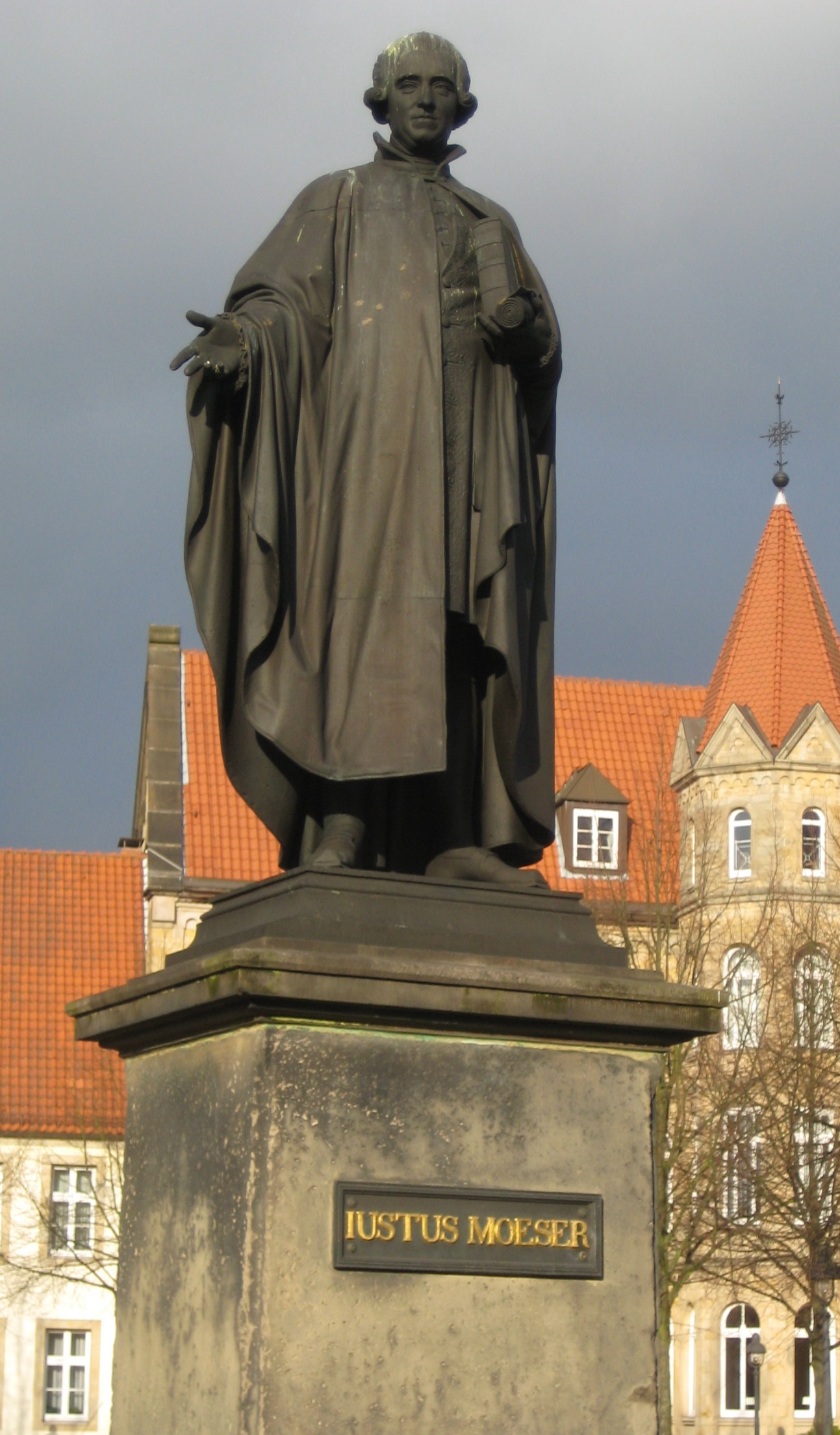
Möser-Denkmal in Osnabrück
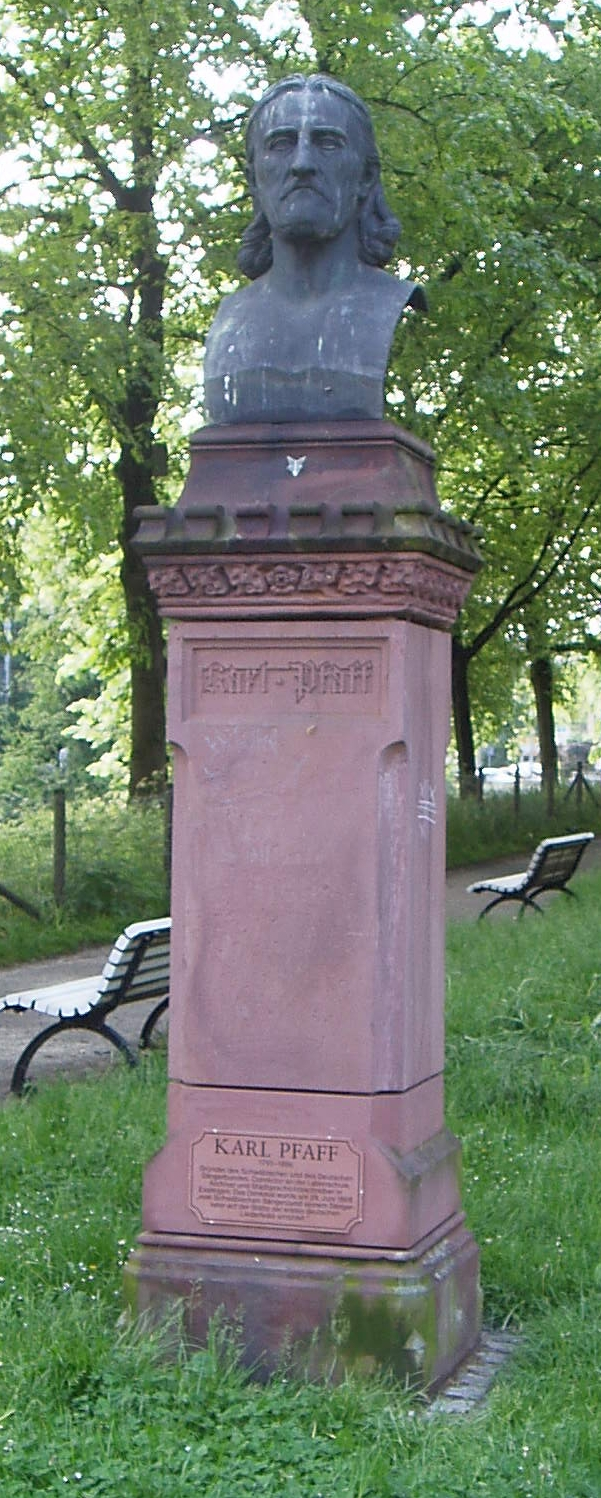
Karl Pfaff-Denkmal in Esslingen am Neckar
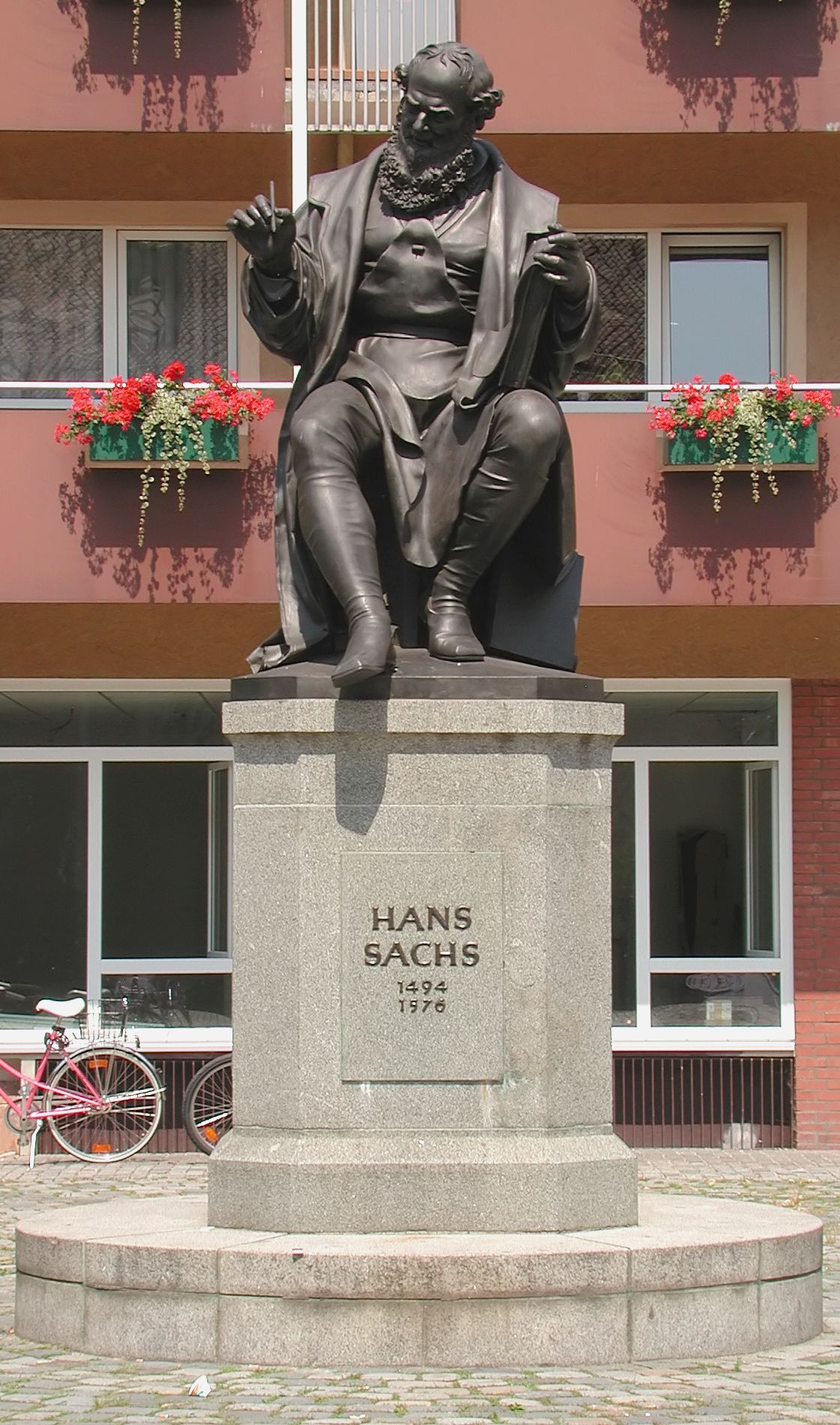
Hans Sachs-Denkmal in Nürnberg
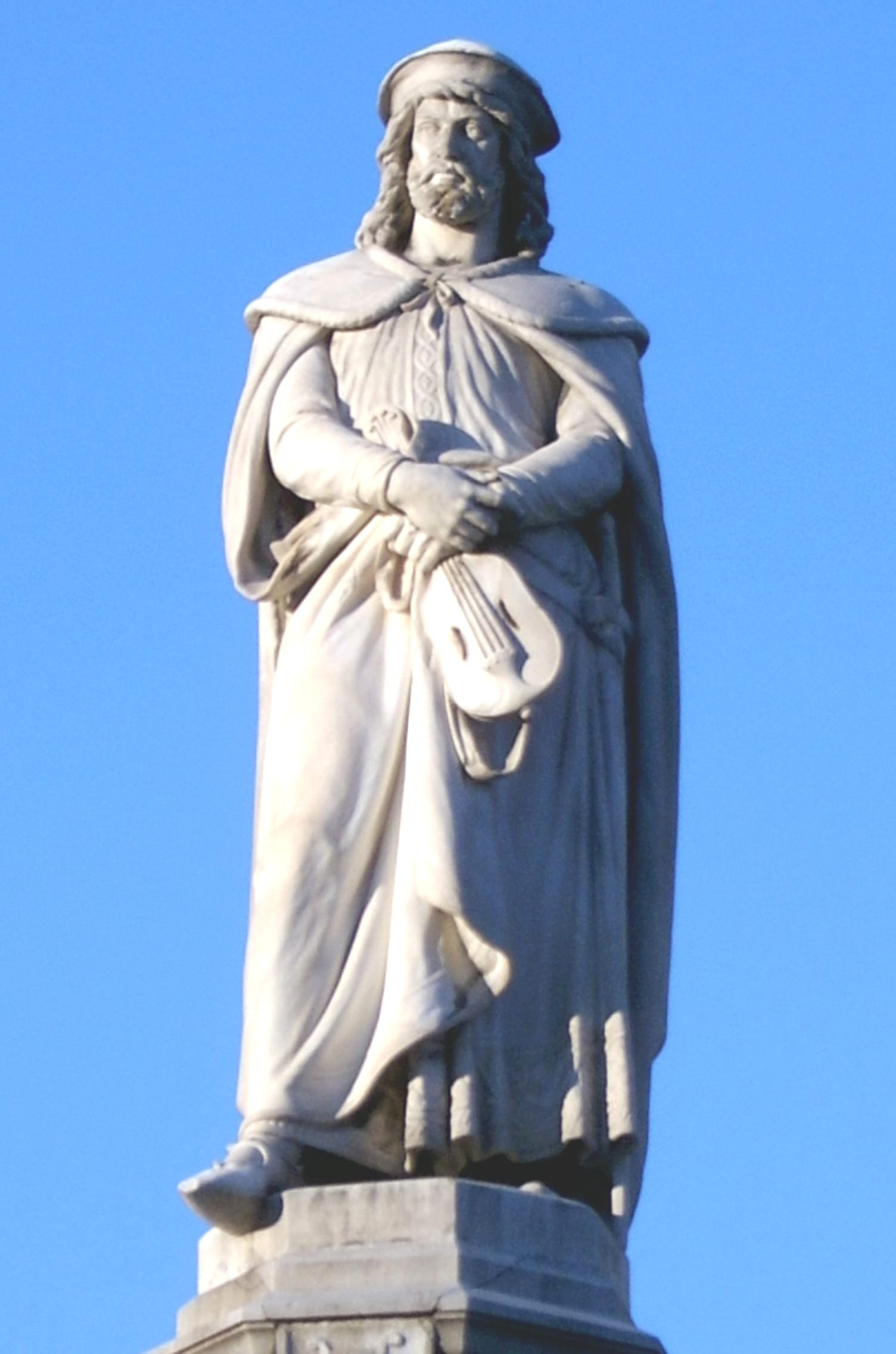
Walther-Denkmal in Bozen
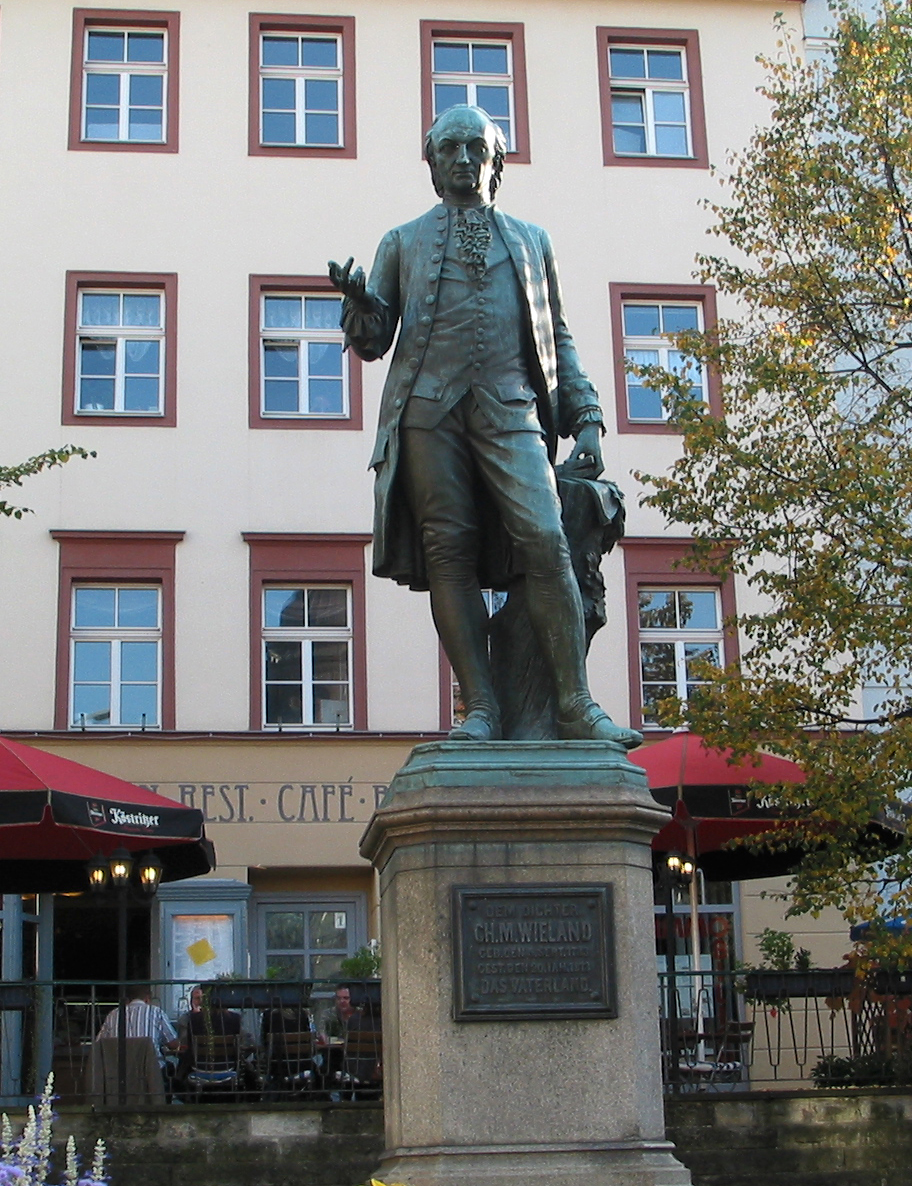
Wieland-Denkmal in Weimar
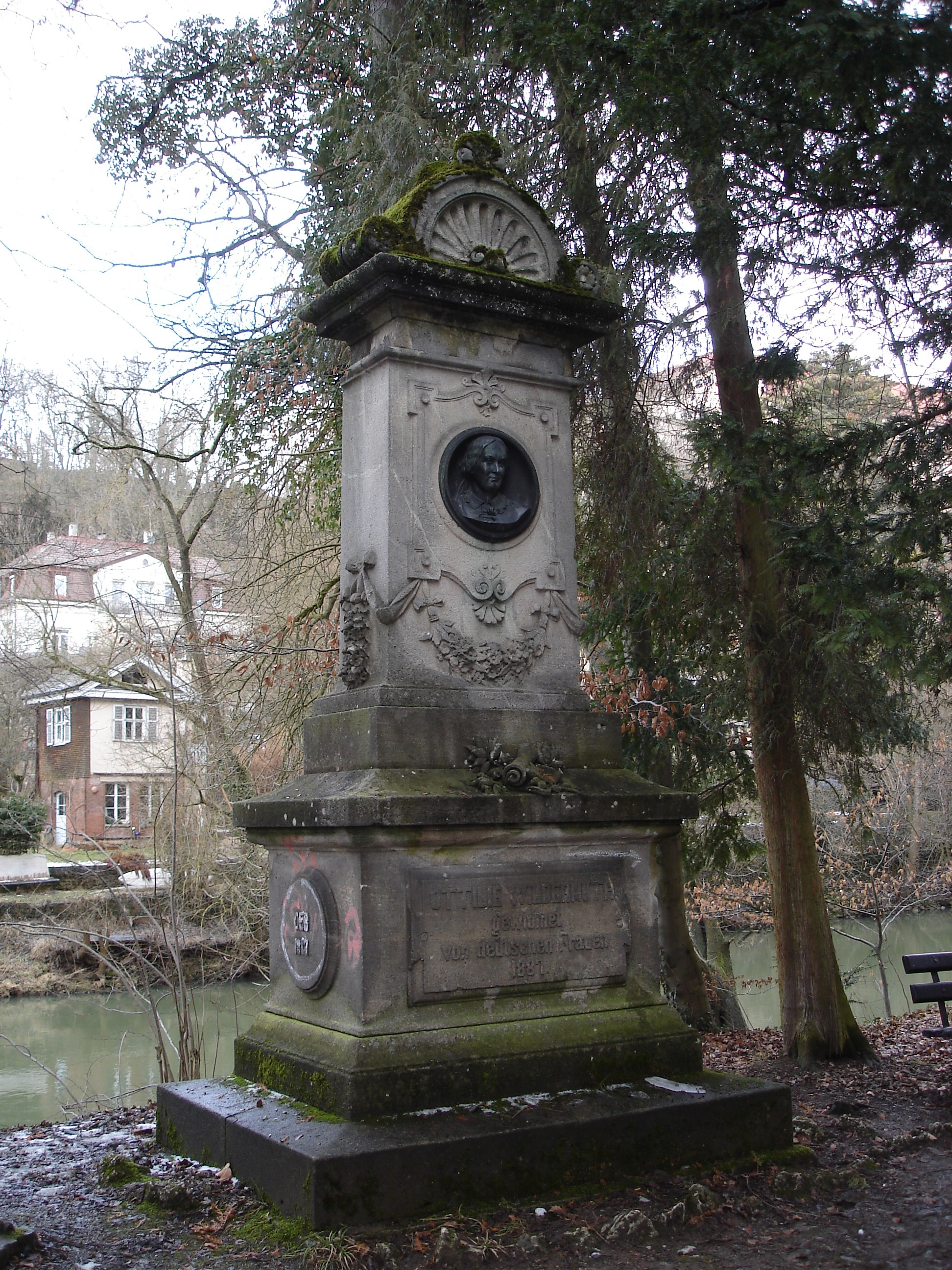
Ottilie Wildermuth-Denkmal in Tübingen
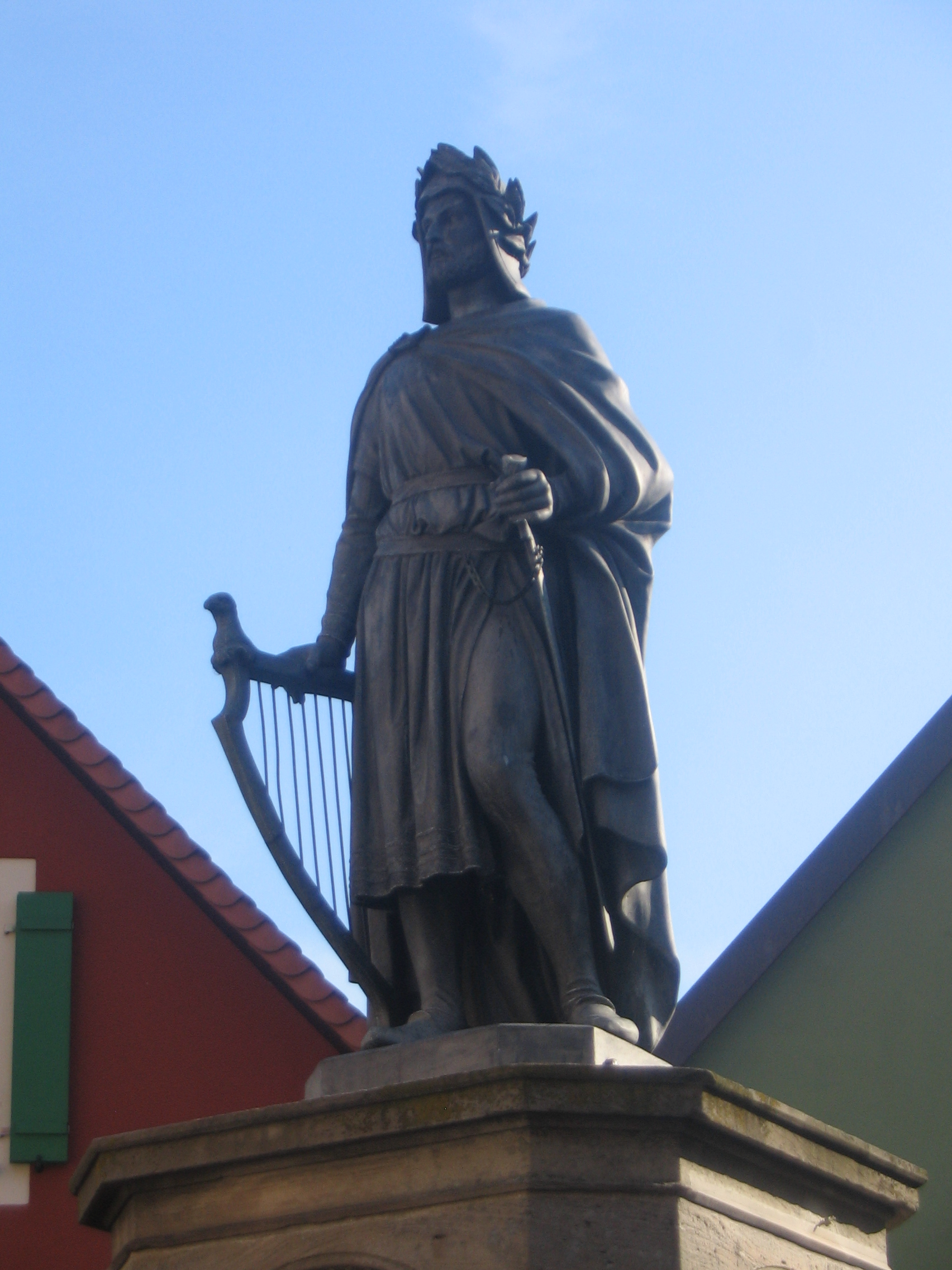
Wolfram-Denkmal in Wolframs-Eschenbach